# Шемес, Алексей Станиславович
Алексей Станиславович Шемес (род. 30 августа 1964, Барнаул) — советский, российский и казахстанский актёр и режиссер.

## Биография
В 1982 году после школы поступил в Рязанское военное воздушно-десантное училище, но ушёл со второго курса.
В 1989 году окончил Свердловский театральный институт (курс Я. Лапшина и А. Петрова). Работал в Свердловском театре-студии.
1992 — 1999 гг — актёр Русского театра драмы им. М. Ю. Лермонтова в Алма-Ате.
Активно снимается в российском кино, к 2023 году сыграв более 110 ролей.
В 2018 году выступил как режиссёр и сценарист с фильмом «Дед», получившим на Фестивале «Киношок» (2018) Приз за лучшую режиссуру в полнометражном фильме, Приз за лучшую мужскую роль (В. Толоконников), и Приз кинопрессы им. И. Шиловой, Приз «подпольного» комитета фестиваля, а на Кинофестивале «Золотой Феникс» (2019) Приз им Александра Твардовского.

## Призы и награды
2023 — Специальный диплом Большого жюри на фестивале «Киношок» — Лучшая роль второго плана в фильме «Умри или вспомни».
2018 - Приз за лучшую режиссуру в полнометражном фильме "ДЕД" на фестивале «Киношок»

## Творчество

### Театр
Режиссер:
- "Аке" - Жас Сахна г. Алматы 2024
- «Мамаша Кураж и ее дети» - Русский театр драмы г. Шымкент 2024
- «Калигула» — Русский театр драмы г. Шымкент 2023
- «Маленькие трагедии» — Русский театр драмы г. Шымкент 2022
- «Не Чехов. Две сестры» — Театральный особняк г. Москва 2022
- «Гамлет» — Русский театр драмы г. Шымкент 2020
- «Пугачев. Рождение» — Алматинский театр им. Б. Омарова (Жас-Сахна) 2019, международный фестиваль МОЛДФЕСТ-2019 «лучшим спектаклем на нынешнем фестивале была признана постановка „Пугачев. Рождение“ по поэме Сергея Есенина „Пугачев“ и письмам поэта.»
- «Дядя Ваня» — Русский театр драмы г. Шымкент 2018, (лауреат международного театрального фестиваля «На родине Чехова» 2019)

Актер:
- «Вид с моста» — Эдди, Губернский театр, Москва, 2016
- «Трехгрошевая опера» — Мекки-нож, Театр им Лермонтова, Алма-Ата
- «Дядя Ваня» — Астров, Театр им Лермонтова, Алма-Ата
- «Гроза» — Тихон, Театр им Лермонтова, Алма-Ата
- «Амадей» — Розенберг, Театр им Лермонтова, Алма-Ата
- «Игра воображения» — Лампасов, Театр им Лермонтова, Алма-Ата
- «Собор Парижской Богоматери» — Людовик XI, Театр им Лермонтова, Алма-Ата
- «Лесная песня» — Лукаш, Театр им Лермонтова, Алма-Ата
- «Семейный портрет с посторонним» — Михаил, Театр им Лермонтова, Алма-Ата

### Кино
Актёр:
- 2024— "Кадет"
- 2024 — «Шахта» — Михалыч
- 2023 — Операция «Набат» — Глухов
- 2023 — "Сакура. Итс май лайф" — Князь
- 2022 — Письмо — Комендант спецпоселения
- 2022 — Умри или вспомни — Павел
- 2022 — Rebirth Island — Шкипер Фандера
- 2022 — Валюша — Белый
- 2022 — Корни-2 — Михалыч
- 2022 — Стая — Эльдар Шаламов, криминальный авторитет
- 2022 — Исправление и наказание — дядя Митя
- 2021 — Напарники — Игнат
- 2021 — Ищейка-6 — Костров
- 2020 — Чужая стая — инструктор-кинолог
- 2020 — Полигон — Генерал Головко, начальник полигона
- 2020 — На старте — Алекс, тренер Ричарда
- 2020 — Прогулки со смертью — Иванов
- 2020 — Старые кадры — Семён Буклов
- 2020 — Андреевский флаг — Коробейников
- 2020 — Перевал Дятлова — полковник, начальник колонии
- 2019 — Горячая точка — Габар
- 2019 — Шифр — Сергей Сергеевич Елисеев, полковник
- 2018 — Жёлтый глаз тигра — «Худой», «вор в законе»
- 2018 — Практика 2 — Богунов
- 2018 — Кровавая барыня — Дядьев
- 2018 — Атака мертвецов: Осовец — солдат Русской императорской армии
- 2018 — Чёрные бушлаты — начштаба Северного флота
- 2018 — Взрыв — Андрей
- 2018 — ДЕД — Отец Саши
- 2018 — Вне игры — генеральный директор компании
- 2017 — Беглец — Жека-мент
- 2017 — Пропавший без вести 2 — Вахромеев
- 2017 — Чужой дед — Хромой
- 2017 — Неделимое (фильм) — Арсен
- 2016 — Круговорот — Следователь Механников
- 2016 — Чёрная кошка — «Михей»
- 2015 — Дельта 2 — Корней
- 2015 — Старшая сестра — Горькин
- 2015 — А у нас во дворе... — Витёк, автомеханик
- 2014 — Мент в законе — Клим
- 2014 — Всем всего хорошего — Ржавый
- 2014 — Перевозчик — Поздняков
- 2013 — Станица — Пётр Лазарев
- 2013 — Повороты судьбы — Чеботарев
- 2013 — Балабол — Тарас
- 2012 — Папины дочки. Суперневесты — Взводный
- 2012 — Дело следователя Никитина — Иванов
- 2012 — Золото (телесериал) — Федор Пазухов
- 2012 — «Ангелы войны» — капитан Волков, командир партизанского отряда
- 2012 — Братаны 3 — Шаман
- 2012 — «Лист ожидания» — Кауров
- 2011 — Бабло — Виктор Николаевич Андреев
- 2011 — Час Волкова — Анохин
- 2011 — Дикий-3 — Шпалин
- 2011 — Баллада о бомбере — Анатолий Ряднов
- 2010 — Каменская 6 — Ситников
- 2010 — Брат и сестра — Владимир Николаевич, банкир
- 2010 — Погоня за тенью — Егор Круглов
- 2010 — За степями (Бельгия) — Политрук Ванин
- 2010 — Утомлённые солнцем 2: Предстояние — офицер-штрафник
- 2010 — Обвиняемый — Михаил Круглый
- 2010 — Подарок судьбы — Чеботарев
- 2010 — Дикое счастье — Федор Пазухов
- 2009-2012 — Папины дочки — взводный факультета антикоррупционной деятельности
- 2009 — Пелагия и белый бульдог — Самоубийца и Брат Самоубийцы
- 2009 — На игре — Банщик
- 2009 — Захватчики — Александр Васильевич Макаров, начальник охраны Баренца
- 2008 — Десантный батя — Командир полка
- 2008 — Песнь южных морей — Павел
- 2008 — Охота на Берию — Хайдаров
- 2008 — Мустафа Шокай — Александр Керенский
- 2008 — ГИБДД и т.д. — продюсер Сёмин
- 2008 — Автобус — Небритый
- 2007-2009 — Огонь любви — Леонид Борисович Прозоров, следователь
- 2007 — Застава — Майор Адамов
- 2007 — Закон и порядок: Отдел оперативных расследований — Игорь Бекасов, майор
- 2007 — Громовы. Дом надежды — бармен Гарик
- 2007 — Ангелочек — Майор
- 2006 — Седьмой день
- 2006 — Красная полынь — Граф Эссен
- 2006 — Иван Подушкин. Джентльмен сыска — Николай
- 2005 — Порыв Ветра — Следователь
- 2004 — Даша Васильева 3 — Николай
- 2003 — Каждый взойдет на Голгофу — Туз
- 2001 — Табун из Шымкента
- 1999 — Борщ из французских лягушек — Владимир
- 1999 — Боготворящий смерть
- 1998 — Бунт палачей — капитан Лунёв
- 1996-2000 — Перекрёсток — Глеб Платонов, сердцеед, молодожён со стажем
- 1994 — Пешаварский вальс — Лысый
- 1993 — Язычники — сержант
- 1993 — Аллажар — Следователь
- 1992 — Изобретатель фараона — Нус
- 1991 — Людоед — Чубкин
- 1990 — Я объявляю вам войну — Никита
- 1989 — Зверь ликующий (к/м) — насильник
- 1987 — Мы — ваши дети — Володя Брунько